# Juillet 1993

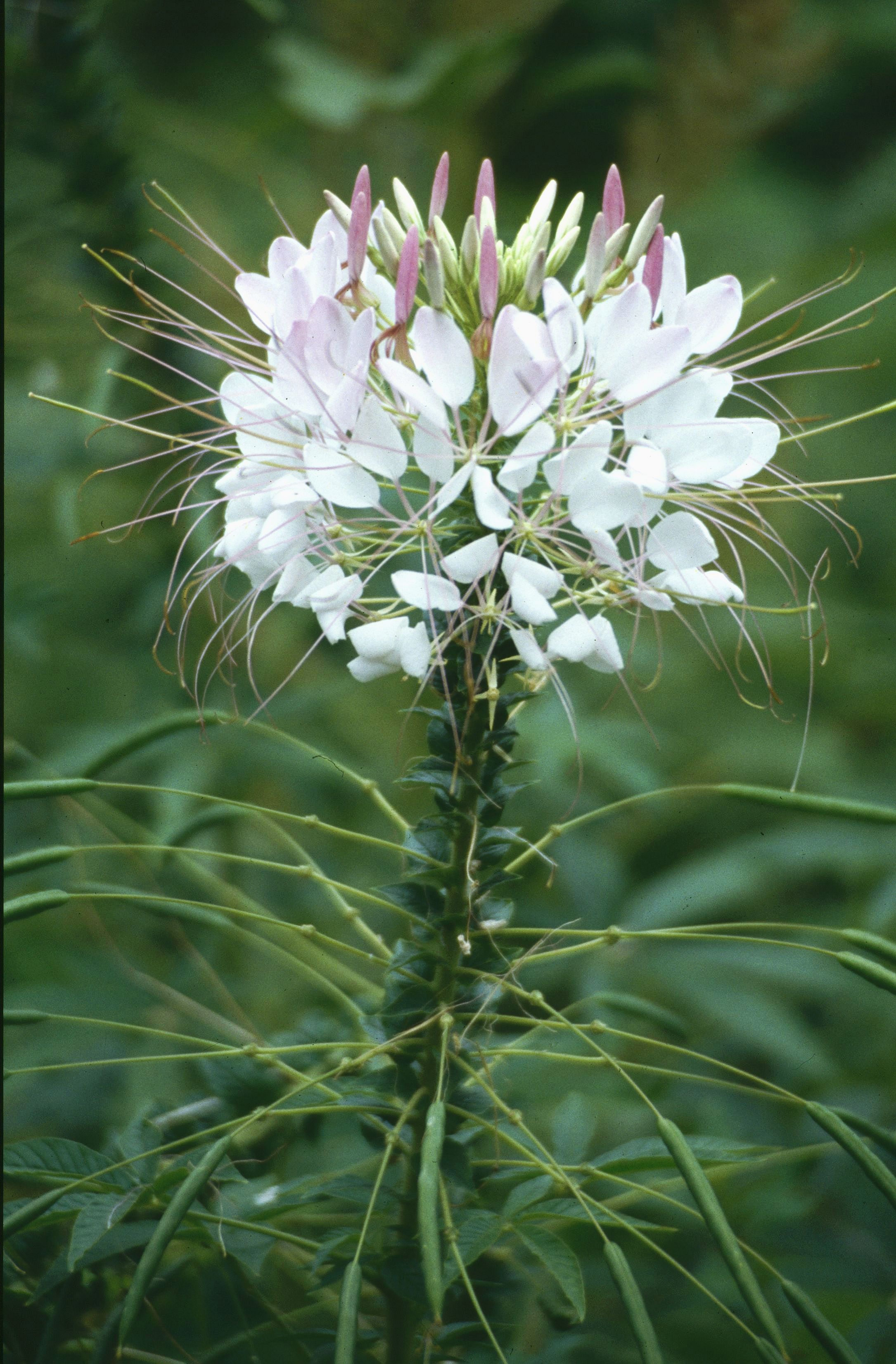

## Événements
- 1er juillet :
  - Suspension des essais nucléaires britanniques, soviétiques et américains.
  - Entrée en vigueur de la loi fédérale suisse du 19 juin 1992 sur la « protection des données ».

- 2 juillet : mort de 37 personnes dans l’incendie criminel de l’hôtel Madımak à Sivas en Turquie (Massacre de Sivas).

- 4 juillet (Formule 1) : Grand Prix automobile de France.

- 6 juillet, France : début de l'affaire OM-Valenciennes mettant en cause Bernard Tapie.

- 11 juillet (Formule 1) : Grand Prix automobile de Grande-Bretagne; 50e victoire d’Alain Prost en Grand Prix.

- 12 juillet : un tsunami provoqué par un séisme de 7,8 degrés sur l'échelle de Richter tue environ 200 personnes sur l'Île Okushiri, au large des côtes occidentales d'Hokkaido Japon. La vague fait 31 m de haut[1].

- 14 juillet : 
  - Abandon par Bill Clinton du programme IDS.
  - François Mitterrand se prononce pour un arrêt des essais nucléaires.

- 15 juillet : première rencontre entre le ministre népalais de l'Intérieur Sher Bahadur Deuba et son homologue bhoutanais Dago Tshring sur la question des réfugiés, qui préoccupe les deux gouvernements.
- 17 juillet : dernier concert des Guns N' Roses en Argentine clôturant le "Use Your Illusion Tour 91-93" et marquant la dissolution du groupe original.

- 18 juillet : démission du premier ministre pakistanais Nawaz Sharif, puis du président Ishaq Kahn.

- 19 juillet : en France, révision constitutionnelle modifiant la Haute Cour et le Conseil supérieur de la Magistrature.

- 24 - 31 juillet : le 78e congrès mondial d’espéranto a lieu à Valence (Espagne). Il est suivi par des participants venus de 65 pays et a pour thème « Éducation pour le xxie siècle ».

- 25 juillet (Formule 1) : Grand Prix automobile d'Allemagne.

- 30 juillet : dernier jour de production de la dernière mine de fer de France à Moyeuvre-Grande[2]..
- 31 juillet : Décès du Roi Baudouin, 5e roi des Belges (° 7 septembre 1930)

## Naissances
- 3 juillet : 
  - Vincent Lacoste, acteur français.
- 5 juillet :
  - Sandra le Grange, joueuse sud-africaine de badminton.
  - Maciej Okręglak, kayakiste polonais.
  - Johann Obiang, joueur de football franco-gabonais.
- 6 juillet : 
  - Jonathan Rodríguez, footballeur uruguayen.
- 7 juillet : 
  - Ally Brooke, chanteuse américaine et membre du groupe Fifth Harmony.
- 13 juillet : 
  - Khayala Abdulla, joueuse d'échecs azerbaïdjanaise.
  - Olcay Çakır, joueuse de basket-ball turque.
  - Linda Indergand, coureuse cycliste suisse.
  - Mohamed Rabii, boxeur marocain.
- 18 juillet : 
  - Banassa Diomandé, taekwondoïste ivoirienne.
  - Nabil Fekir, footballeur français.
- 19 juillet : 
  - Anas Beshr, athlète égyptien.
- 20 juillet : 
  - Lucas Digne, footballeur français
  - Alycia Debnam-Carey, actrice australienne

- 26 juillet : 
  - Amine Limem, acteur et chroniqueur tunisien.
  - Taylor Momsen, actrice américaine.
  - Elizabeth Gillies, actrice américaine.
  - Stormzy, rappeur anglais.
- 28 juillet :
  - Cher Lloyd, chanteuse anglaise ayant participé à The X Factor 2010
  - Noam Dar, catcheur (lutteur professionnel) écossais d'origine israélienne.

## Décès
- 2 juillet : 
  - Fred Gwynne, acteur (° 10 juillet 1926).
- 9 juillet : 
  - Will Rogers, Jr. (en), acteur.
- 10 juillet : 
  - Alfred Hamerlinck, coureur cycliste belge (° 27 septembre 1905).
- 10 juillet : 
  - Armand Vaquerin, joueur français de rugby à XV.
- 12 juillet : 
  - Ferdinando Giuseppe Antonelli, cardinal italien de la curie romaine (° 14 juillet 1896).
  - Ruth Norman, chef religieux américain (° 18 août 1900).
- 14 juillet : 
  - Léo Ferré, musicien, poète et chanteur français (° 28 août 1916).
- 20 juillet : 
  - Jacqueline Lamba, peintre française (° 17 novembre 1910)
- 23 juillet : 
  - Megan Taylor, patineuse artistique britannique (° 25 octobre 1920).
- 31 juillet : 
  - Baudouin Ier de Belgique (° 7 septembre 1930).